# Rozdrabnianie mięsa
Rozdrabnianie mięsa – wstępna faza produkcji wędlin. Dokonuje się go w wilku, zakładając odpowiednią siatkę o otworach od 2 mm do 20 mm lub różnego rodzaje szarpaki.  Dla uzyskania farszu wkłada się do kutra mięso zmielone w wilku przez siatkę 2-3 mm. W kutrze uzyskuje się rozdrobnienie do 200 nm. Zapewnia to emulgację tłuszczów, białek itp. i tworzy jednolity farsz do dalszej produkcji.